# ママは女医さん
『ママは女医さん』（ママはじょいさん）は、TBS『愛の劇場』の枠にて2004年10月18日から11月26日にかけて放送されたテレビドラマである。放送時間は13:00-13:30。放送回数は30回。
９年前に親の反対にあって駆け落ちをし、シングルマザーとなった奈津子。９年ぶりに娘を連れて実家に戻った彼女が、母親として、医者として、理想に向かって成長していく様子をさわやかに描く。

## 出演
- 皆川奈津子 - 床嶋佳子
- 早瀬浩介 - 関口知宏
- 皆川直子 - 山下容莉枝
- 長谷川悟 - 伊藤正之
- 波多野悦子 - 広岡由里子
- 本間行彦 - 宮下直紀
- 館林稔 - 川崎麻世
- 皆川みどり - 宝積有香
- 皆川和之 - 中丸新将
- 皆川須美代 - 中原ひとみ
- 皆川慎一郎 - 山本圭

## 主題歌
- 『ミルクティ』

作詞・作曲：Bunny2／編曲：小林俊太郎／歌：bunny2（ポニーキャニオン）

## 関連番組
- ママに宿題
- ママはバレリーナ